# Saturn Award für die beste Superheldenserie
Folgende Serien haben den Saturn Award für die beste Superheldenserie gewonnen:
| Jahr | Serie     | Weitere Nominierungen                                                                            |
| ---- | --------- | ------------------------------------------------------------------------------------------------ |
| 2015 | The Flash | Marvel’s Agent Carter Marvel’s Agents of S.H.I.E.L.D. Arrow Constantine Gotham                   |
| 2016 | The Flash | Arrow Legends of Tomorrow Gotham Marvel’s Agent Carter Marvel’s Agents of S.H.I.E.L.D. Supergirl |
| 2017 | Supergirl | Arrow The Flash Gotham Legion Marvel’s Agents of S.H.I.E.L.D.                                    |
| 2018 | The Flash | Arrow Black Lightning Legends of Tomorrow Gotham Marvel’s Agents of S.H.I.E.L.D. Supergirl       |
| 2019 | Supergirl | Arrow Black Lightning Marvel’s Cloak & Dagger Legends of Tomorrow The Flash Gotham               |
| 2021 | The Boys  | Batwoman The Flash Stargirl Supergirl The Umbrella Academy Watchmen                              |